# Гимарайнс Кардозо, Карлайл
Карлайл Гимара́йнс Кардозо (порт.-браз. Carlyle Guimarães Cardoso; 15 июня 1926, Алменара — 23 ноября 1982, Белу-Оризонти), возможна транскрипция Карлиле — бразильский футболист, нападающий.

## Карьера
Карлайл начал карьеру в любительском клубе «Винте Реонидос». Эта команда была образована из учеников школы «Эскола-ди-Минас», где он обучался на факультете обработки металлических изделий. Затем он выступал за клуб «Табарайжас». В 1945 году Карлайл прошёл просмотр в клубе «Атлетико Минейро» и заключил с ней свой первый профессиональный контракт. Он дебютировал в составе команды в 1947 году в матче с «Америкой Минейро». И в том же году выиграл титул чемпиона штата Минас-Жерайс. В том же сезоне футболист был удалён с поля за то, что в матче с «Америкой Минейро» после забитого гола взял мяч в руки и медленно пошёл с ним к центру поля. Дойдя до центра, нападающий сел на мяч, чем вызвал массовую драку. Годом позже Карлайл забил три гола в матче с «Васко да Гамой». В том же году Карлайл покинул «Атлетико». За клуб игрок провёл 68 матчей и забил 53 гола.
В 1949 году Карлайл перешёл в клуб «Флуминенсе». Он дебютировал в составе команды 15 мая в товарищеской игре с «Арсеналом» (1:5). 25 мая того же года футболист забил первый мяч за клуб, поразив ворота «Насьоналя» (1:3). В 1951 году Карлайл выиграл с командой чемпионат штата Рио-де-Жанейро, в розыгрыше которого стал лучшим бомбардиром. Через год клуб выиграл Кубок Рио. Последний матч в составе «Флуминенсе» нападающий провёл 13 июля 1952 года со «Спортингом» (0:0). Всего за клуб нападающий сыграл 105 матчей и забил 63 гола. В августе 1952 года Карлайл перешёл в клуб «Сантос». В первом же сезоне в команде он провёл 18 матчей и забил 14 голов. Но на второй сезон его результативность снизилась, и футболист забил лишь один гол в семи играх.
В апреле 1953 года он перешёл в «Палмейрас», где дебютировал в матче с «Сан-Паулу» (1:1). В своей второй игре он забил мяч, поразив ворота «Ботафого» (3:5). Всего за клуб Карлайл провёл 10 матчей и забил 4 гола, по другим данным 9 матчей и забил 4 гола. В середине того же года нападающий возвратился в Рио-де-Жанейро, присоединившись к «Ботафого». 7 сентября футболист дебютировал в составе команды в матче с «Фламенго» (3:0). В 1955 году Карлайл поссорился в ресторане с главным тренером команды Зезе Морейрой, из-за чего был вынужден покинуть клуб. Всего за «Ботафого» он сыграл 70 матчей и забил 29 голов. Завершил карьеру футболист в «Португезе». После этого он остался жить в Белу-Оризонти, работая комментатором и спортивным журналистом, владел магазином рубашек. Карлайл погиб 23 ноября 1982 года, когда его сбил на автобусной остановке пьяный водитель.

## Международная статистика
| Матчи Карлайла за сборную Бразилии | Матчи Карлайла за сборную Бразилии | Матчи Карлайла за сборную Бразилии | Матчи Карлайла за сборную Бразилии | Матчи Карлайла за сборную Бразилии | Матчи Карлайла за сборную Бразилии | Матчи Карлайла за сборную Бразилии |
| ---------------------------------- | ---------------------------------- | ---------------------------------- | ---------------------------------- | ---------------------------------- | ---------------------------------- | ---------------------------------- |
| №                                  | Дата                               | Место проведения                   | Оппонент                           | Счёт                               | Голы                               | Турнир                             |
| 1                                  | 11 апреля 1948                     | Монтевидео                         | Уругвай                            | 2:4                                | 1                                  | Кубок Рио-Бранко                   |

## Достижения

### Командные
- Чемпион штата Минас-Жерайс: 1946, 1947
- Обладатель Кубка Рио-Бранко: 1950[17]
- Чемпион штата Рио-де-Жанейро: 1951
- Обладатель Кубка Рио: 1952

### Личные
- Лучший бомбардир чемпионата штата Рио-де-Жанейро по футболу: 1951 (23 гола)